# Albert Calmette
Léon Charles Albert Calmette ForMemRS (Nice, 12 de Julho de 1863 — Paris, 29 de Outubro de 1933) foi um médico francês, bacteriologista e imunologista, e um importante funcionário do Instituto Pasteur. Ele descobriu o Bacillus Calmette-Guérin, uma forma atenuada do Mycobacterium bovis usada na vacina BCG contra a tuberculose. Ele também desenvolveu o primeiro antiveneno para o veneno de cobra, o soro da Calmette.

## Início de carreira
Calmette nasceu em Nice, França. Ele queria servir na Marinha e ser médico, então em 1881 ingressou na Escola de Médicos Navais de Brest. Ele começou a servir em 1883 no Corpo Médico Naval em Hong Kong, onde trabalhou com o Dr. Patrick Manson, que estudou a transmissão do mosquito do verme parasita, a filaria, a causa da elefantíase. Calmette completou sua graduação em medicina no assunto de filariose. Ele foi então designado para Saint-Pierre e Miquelon, onde chegou em 1887. Posteriormente, ele serviu na África Ocidental, no Gabão e Congo Francês, onde pesquisou malária, doença do sono e pelagra .

## Associação com Pasteur
Ao retornar à França em 1890, Calmette conheceu Louis Pasteur (1822–1895) e Emile Roux (1853–1933), que foi seu professor em um curso de bacteriologia. Ele se tornou um associado e foi encarregado por Pasteur de fundar e dirigir uma filial do Instituto Pasteur em Saigon (Indochina Francesa), em 1891. Lá, ele se dedicou ao campo nascente da toxicologia, que tinha importantes conexões com a imunologia, e ele estudou veneno de cobra e abelha, venenos de plantas e curare. Ele também organizou a produção de vacinas contravaríola e raiva e fez pesquisas sobre cólera e fermentação de ópio e arroz.
Em 1894, ele voltou à França novamente e desenvolveu os primeiros antivenenos para picadas de cobra usando soros imunes de cavalos vacinados (soro de Calmette). O trabalho nessa área foi posteriormente retomado pelo médico brasileiro Vital Brazil, em São Paulo no Instituto Butantan, que desenvolveu vários outros antivenenos contra cobras, escorpiões e aranhas.
Participou também do desenvolvimento do primeiro soro imune contra a peste bubônica, em colaboração com o descobridor de seu agente patogênico, Yersinia pestis, por Alexandre Yersin (1863-1943), e foi a Portugal estudar e para ajudar a combater uma epidemia de peste no Porto em 1899.

## Liderança do instituto
Em 1895, Roux confiou-lhe a direção da sucursal do Instituto em Lille (Institut Pasteur de Lille), onde permaneceria pelos próximos 25 anos. Em 1901, ele fundou o primeiro dispensário antituberculose em Lille, e o batizou em homenagem a Emile Roux.  Em 1904, ele fundou a "Ligue du Nord contre la Tuberculose" (Liga Antituberculose do Norte), que existe até hoje.
Em 1909, ajudou a estabelecer a sucursal do Instituto em Argel (Argélia). Em 1918, ele aceitou o cargo de diretor assistente do Instituto de Paris; no ano seguinte foi nomeado membro da Académie Nationale de Médecine.

## Pesquisa sobre tuberculose

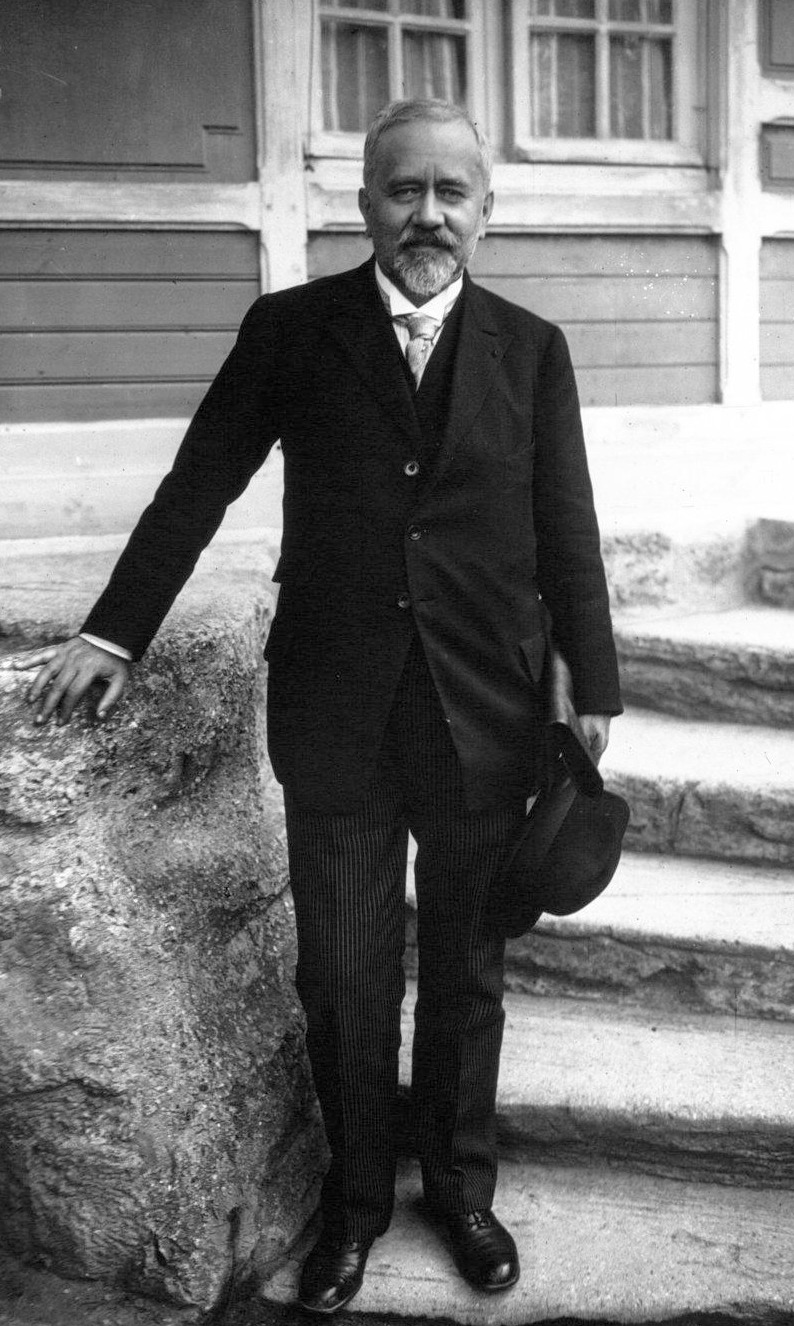
Albert Calmette em 1923

O principal trabalho científico de Calmette, que era para lhe trazer fama mundial e seu nome permanentemente vinculado à história da medicina, foi a tentativa de desenvolver uma vacina contra a tuberculose, que, na época, era uma das principais causas de morte. O microbiologista alemão Robert Koch descobriu, em 1882, que o tubérculo bacilo, Mycobacterium tuberculosis, era seu agente patogênico, e Louis Pasteur tornou-se interessado nela também. Em 1906, um veterinário e imunologista, Camille Guérin, havia estabelecido que a imunidade contra a tuberculose estava associada aos bacilos vivos da tuberculose no sangue. Usando a abordagem de Pasteur, Calmette investigou como a imunidade se desenvolveria em resposta a bacilos bovinos atenuados injetados em animais. Essa preparação recebeu o nome de seus dois descobridores (Bacillum Calmette-Guérin, ou BCG, abreviadamente). A atenuação foi alcançada cultivando-os em um substrato contendo bile, com base na ideia dada por um pesquisador norueguês, Kristian Feyer Andvord (1855–1934). De 1908 a 1921, Guérin e Calmette se esforçaram para produzir cepas cada vez menos virulentas do bacilo, transferindo-as para culturas sucessivas. Finalmente, em 1921, eles usaram BCG para vacinar bebês recém-nascidos no Charité em Paris.
O programa de vacinação, no entanto, sofreu um sério revés quando 72 crianças vacinadas desenvolveram tuberculose em 1930, em Lübeck, na Alemanha, devido à contaminação de alguns lotes na Alemanha. A vacinação em massa de crianças foi reinstaurada em muitos países depois de 1932, quando técnicas de produção novas e mais seguras foram implementadas. Apesar disso, Calmette ficou profundamente abalado com o acontecimento, morrendo um ano depois, em Paris.

## Impacto na fabricação de cerveja industrial
Calmette ajudou a desenvolver o processo amilolítico que era usado na fabricação de cerveja industrial.

## Vida pessoal
Ele era irmão de Gaston Calmette (1858–1914), o editor do Le Figaro que foi baleado e morto em 1914 por Henriette Caillaux. Mme Caillaux foi absolvida do homicídio por ter cometido um crime passional.

## Legado
Hoje, seu nome é um dos poucos nomes franceses remanescentes nas ruas da cidade de Ho Chi Minh (outros são Yersin, Alexandre de Rhodes, Pasteur). Uma nova ponte (concluída em 2009) também é chamada de "Calmette" conectando o distrito 1 ao distrito 4, também conectada à saída do novo túnel Thu Thiem conectando o distrito 1 à futura área residencial Thu Thiem no distrito 2. No Camboja, um grande hospital foi batizado em sua homenagem, o Hospital Calmette.